# دينيس جوسيف
دينيس جوسيف (بالروسية: Гусев, Денис Александрович)‏ هو مقدم تلفزيوني روسي، ولد في 11 أغسطس 1981 في تيخورتسك في روسيا.

## وصلات خارجية
- الموقع الرسمي